# Dekanat astrachański
Dekanat astrachański (ros. Астраханский деканат) – rzymskokatolicki dekanat diecezji św. Klemensa w Saratowie, w Rosji. W jego skład wchodzi 7 parafii.
Dekanat obejmuje:
- obwód astrachański – 1 parafia
- Republikę Kałmucji – 3 parafie
- obwód wołgogradzki – 3 parafie

## Parafie dekanatu
- Astrachań – parafia Zaśnięcia Najświętszej Maryi Panny
- Elista – parafia św. Franciszka z Asyżu
- Gorodowikowsk – parafia św. Antoniego z Padwy (obsługiwana przez księży z parafii św. Franciszka z Asyżu w Eliście)
- Kamyszyn – parafia św. Teresy od Dzieciątka Jezus
- Wesełoje – parafia św. Maksymiliana Kolbego (obsługiwana przez księży z parafii św. Franciszka z Asyżu w Eliście)
- Wołgograd – św. Mikołaja
- Wołżski – parafia Najświętszej Maryi Panny Bolesnej (obsługiwana przez księży z parafii św. Mikołaja w Wołgogradzie)